# Niagara (pel·lícula)
Niagara és una pel·lícula estatunidenca dirigida per Henry Hathaway i estrenada l'any 1953.

## Repartiment
- Marilyn Monroe: Rose Loomis
- Joseph Cotten: George Loomis
- Jean Peters: Polly Cutler

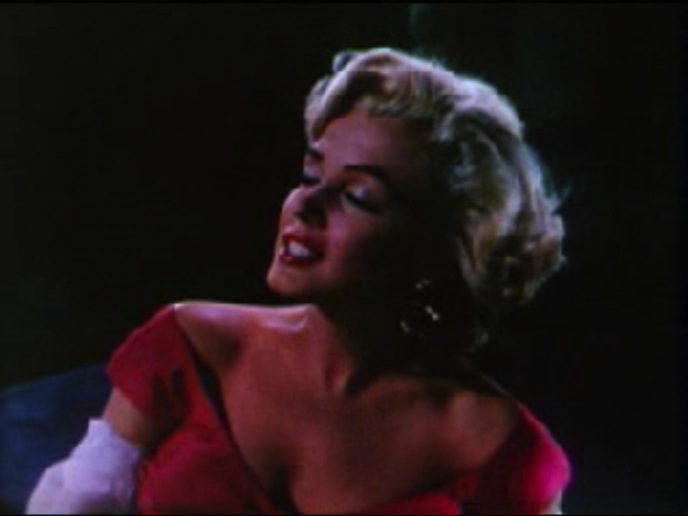
Marilyn Monroe cantant la cançó Kiss al film

- Max Showalter: Ray Cutler (com a Casey Adams)
- Denis O'Dea: Inspector Starkey
- Richard Allan: Patrick
- Don Wilson: Mr. Kettering
- Lurene Tuttle: Mrs. Kettering
- Russell Collins: Mr. Qua
- Will Wright: Barquer